# Kostel Panny Marie Pomocnice (Skalice nad Svitavou)
Kostel Panny Marie Pomocnice (někdy též kaple Navštívení Panny Marie) ve Skalici nad Svitavou je římskokatolický kostel zasvěcený Panně Marie.

## Historie
Roku 1888 započala v obci stavba kaple. Ta však nebyla dostavěna a později byla zbořena. Současný chrám pochází z roku 1926.

## Exteriér
Kostel se nachází na návsi poblíž hasičské zbrojnice. Před chrámem stojí kamenný kříž.

## Galerie

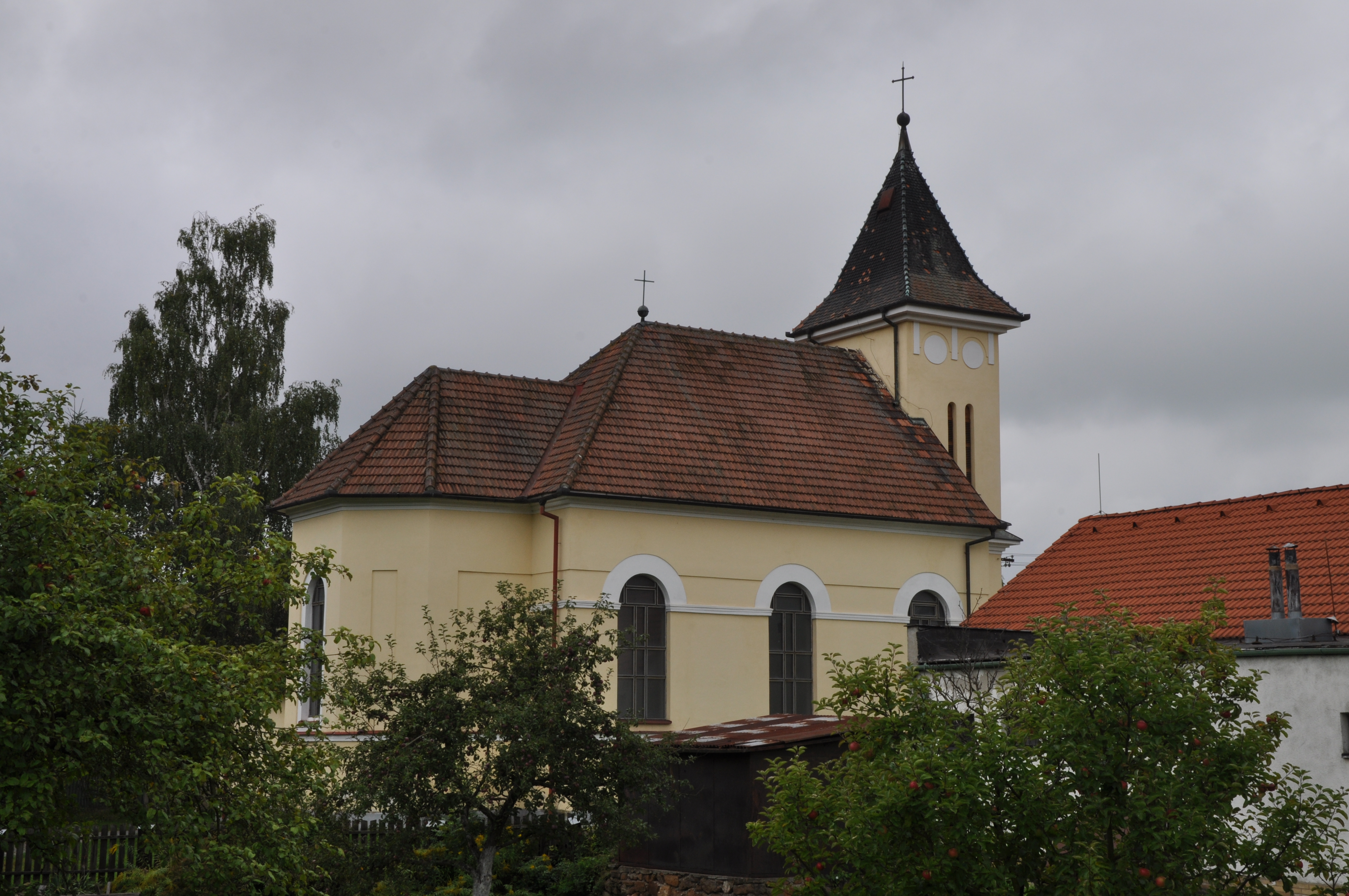
Pohled na kostel
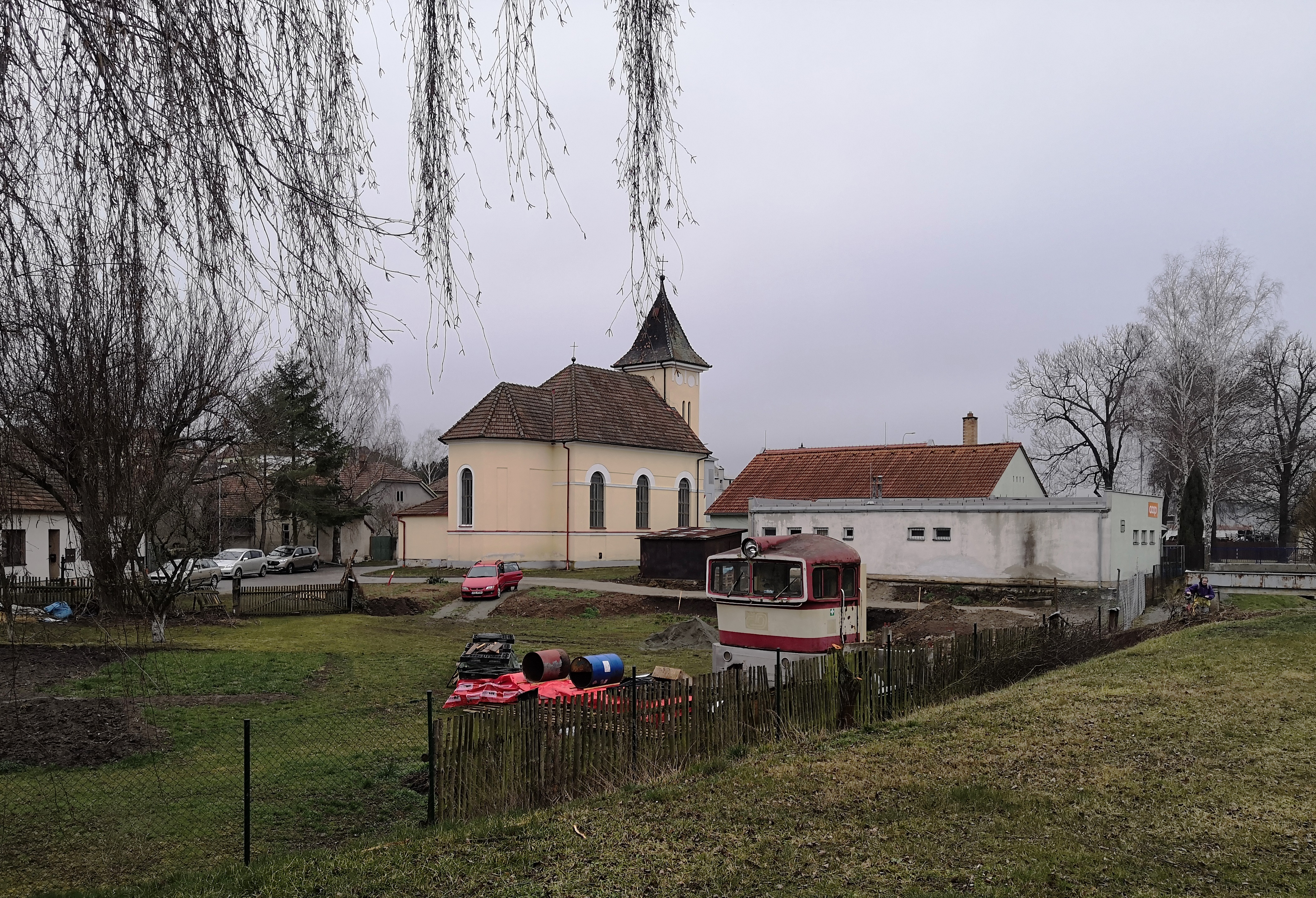
Pohled na kostel zdálky
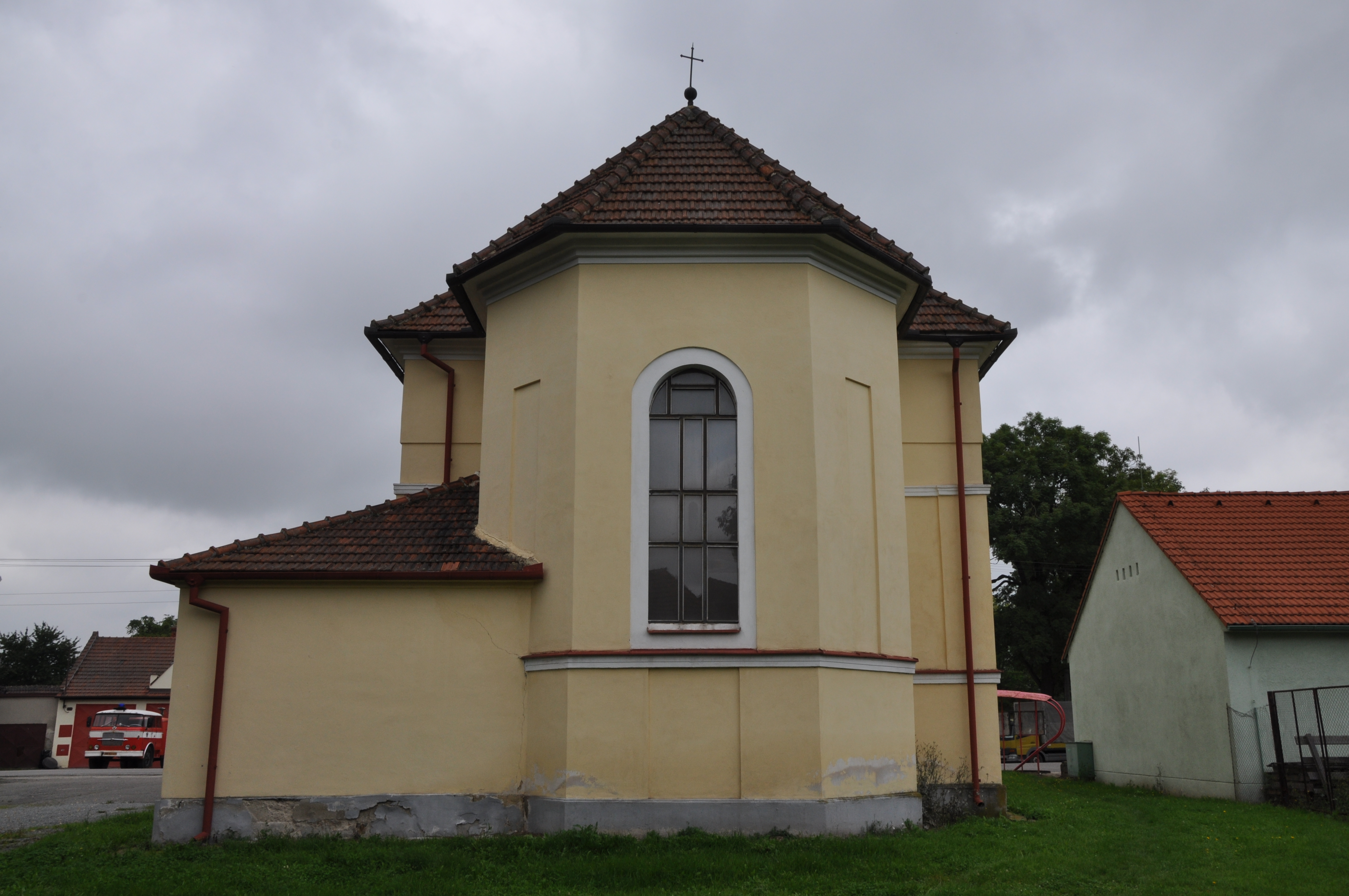
Pohled na kostel zezadu
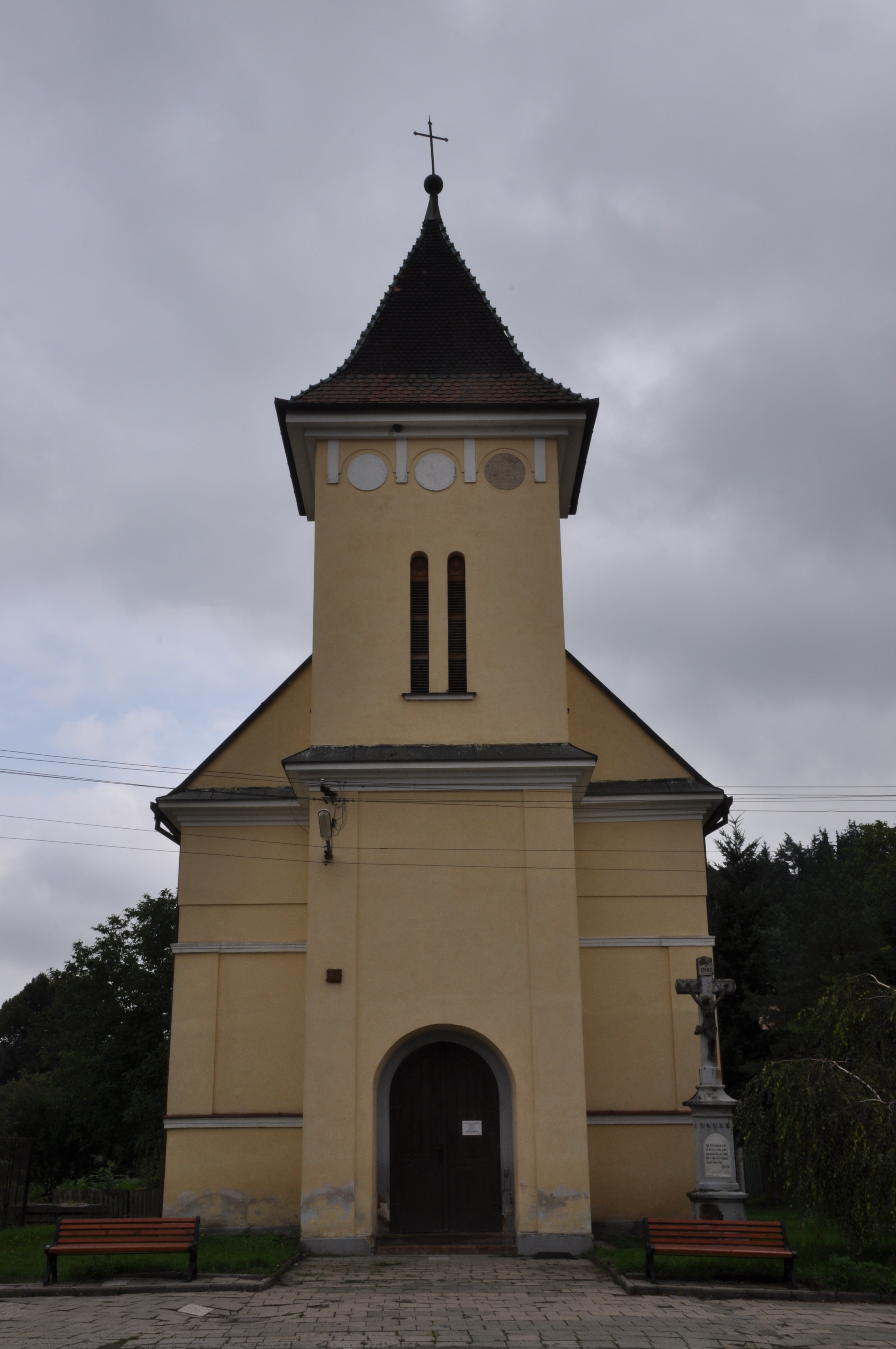
Pohled na kostel zepředu
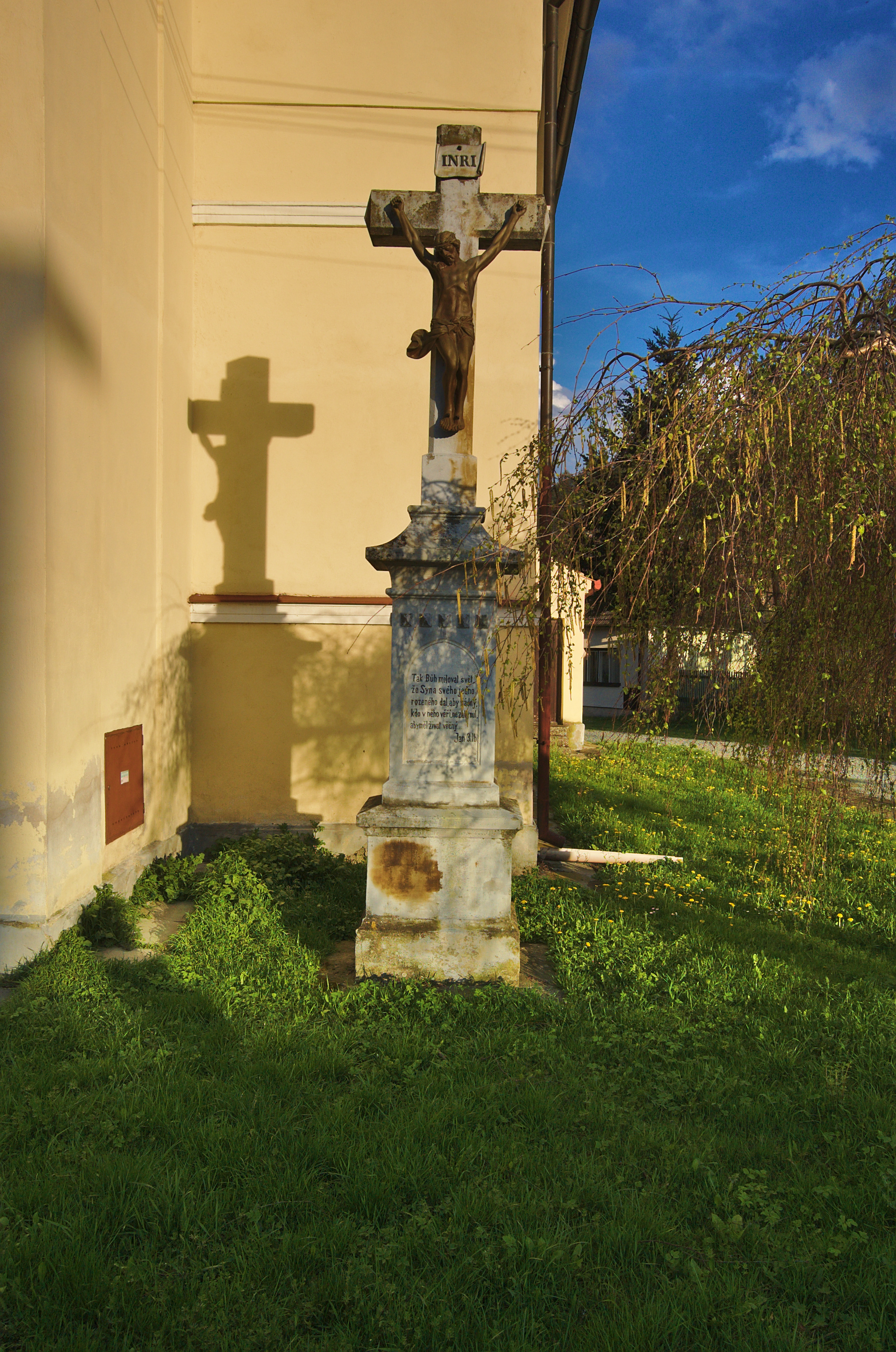
Kříž před kostelem